# Compacto
Compacto is het tweede album van de Chileense band PapaNegro.

## Tracklist
1. "Todo Es Tuyo — 3:34
2. "Epitafio — 3:10
3. "Nadie Vigila — 3:39
4. "Oye Amigo — 3:42
5. "Autonomia — 2:46
6. "Un Paso mas — 4:00
7. "Avanzo Mientras — 3:46
8. "Y Ahora... La Alegría — 3:02
9. "Abusé — 2:59
10. "Los Perros Duermen Siesta" — 3:19